# La dama del millón
La dama del millón es una película en blanco y negro de Argentina dirigida por Enrique Cahen Salaberry sobre el guion de Abel Santa Cruz y Carlos Adén según la obra teatral de Abel Santa Cruz, que se estrenó el 26 de abril de 1956 y que tuvo como protagonistas a Tilda Thamar, Jorge Rivier, George Rigaud, Julia Sandoval y Felisa Mary. La película, que durante el rodaje se llamó Veinte metros de amor, fue la última en que intervino Felisa Mary.

## Sinopsis
Una viuda que debe cobrar el seguro de vida de su esposo es cortejada por el director de la compañía de seguros, hasta que el muerto aparece.

## Reparto
- Tilda Thamar ... Liliana
- Jorge Rivier ... Esteban Márquez
- George Rigaud ... Heriberto Fontán
- Julia Sandoval ... Fanny Dumont
- Felisa Mary ... Sofía
- Héctor Calcaño ... Nicanor Fontán
- Julián Bourges ... Médico
- Alberto Barcel ... Fernández
- Rosita Leporace
- Alma Montiel
- Francisco Lizzio
- Aníbal Rodríguez
- Esther Keil
- Román Sucre
- Perfecto Fernández
- Ismael Mariño
- Rafael Chumbita

## Comentarios
La Nación opinó:

”Ausencia de compromiso, escaso entusiasmo…determinan que los momentos interesantes del enredo queden como sofocados, sin defensa y, por tanto, revelando el artificio de la trama en toda ocasión.”

El Mundo dijo sobre el filme:

”Film corriente, con parciales aciertos en el buen humor, jugado en lujosos interiores.”